# Regne d'Okpe
El regne d'Okpe és un estat tradicional de l'Estat del Delta, a Nigèria. La seva capital és Orerokpe, una població de la LGA d'Okpe.

## Història
El regne d'Okpe va ser establert al segle xvii. Té un governant tradicional amb el títol d'Orodje d'Okpe. Els okpes són un subgrup de l'ètnia urhobo que van emigrar per fundar la present Sapele i el rei (Orodje) d'Okpe encara exerceix autoritat sobre la terra de Sapele. El regne és el més gran dels 23 territoris de llengua urhobo, amb una superfície d'uns 500 km² i està repartit entre les àrees de Govern Local (LGA) d'Okpe i Sapele.
La història oral esmenta que l'il·lustre regne d'Okpe va ser fundat per quatre germans que van emigrar des del regne de Benín: Orhue, Orhoro, Evwreke i Esezi. Aquestes quatre cases reials van decidir més tard adoptar un sistema rotacional de rotació per designar un governant pel regne. Això ha ajudat a l'estabilitat, la pau i la igualtat social en el regne fins al dia d'avui.
El primer rei designat per aquest sistema fou Esezi I, Orodje d'Okpe, la sobirania del qual fou al voltant del període de 1770-1779.
Després de molts anys de vacant la monarquia fou restaurada amb Esezi II va esdevenir (1945) el segon Orodje d'Okpe i fou reconegut pels britànics el 1948. Un visionari i idealista monarca que va creure en el sistema de democràcia. Iniciador del sistema democràtic en la terra dels okpes, també ho va ser sobre Nigèria. Va estar entre delegats dels reis que van assistir a la Conferència de Lyttelton a Londres el 1957 per tal de buscar la independència nigeriana del govern colonial. Va governar el regne al voltant del període de 1945-1966.
Orhoro I (Domingo Amujaine Ejinyere), el tercer Orodje d'Okpe va governar el regne al voltant del període de 1972-2004. Va ser educat en una escola catòlica i va servit en la força policial de Nigèria. Més tard va guanyar un Diploma d'Administració Empresarial al Regne Unit.
Aquestes experiències vitals dels seus primers anys li van servir com a trampolí per establir una empresa (de la que va esdevenir el director), la New African Industries Ltd. Fou un monarca digne i amant de la pau que va exercir nombrosos càrrecs públics.
Mujakperuo Orue I (Felix A. Mujakperuo) fou el quart Orodje d'Okpe és i rei actual (2015) d'Okpe. És un bon monarca que va servir al seu estat com a general d'alt rang de l'Exèrcit nigerià. S'espera molt d'aquest rei.